# Les Muselés
Les Muselés est un roman de l'écrivain français Anne Cheynet paru en langue française aux Éditions L'Harmattan en 1977. Il est considéré comme l'un des ouvrages majeurs de la littérature réunionnaise contemporaine, étant d'ailleurs « le premier roman à arborer le label "roman réunionnais" ».